# Szmodis Imre
Szmodis Imre (Budapest, 1964. október 3. – 2022. május 8.) magyar grafikus, karikaturista. Gyermekei, Szmodis Krisztina és Szmodis Richárd, akik a művész életművét, rajzait és karikatúráit gondozzák. 

## Élete
Édesapja Szmodis Lóránt vízépítő mérnök, édesanyja Eszláry Éva, testvérei Szmodis Mária, Szmodis Jenő és Szmodis István. Legkisebb, elsőszülött gyermeküket, Szmodis Lórántkát a szülők kisbaba korában elvesztették. 

## Tanulmányai és korai évek
A szegedi egyetemen végzett rajz–földrajz szakos tanárként.

## Életpályája
Pályájának kezdetén karikatúrái a Ludas Matyiban és a Hócipőben jelentek meg. Később olyan napilapokban is publikált, mint a  Pesti Hírlap, a Magyar Nemzet, az Esti Hírlap, a Kurír, a Mai Nap és a Népszabadság. Alapítója volt a Pesti Veréb című humormellékletnek, majd olyan lapokban publikált, mint a Pesti Vicc, a Kretén, a Forog az idegen, a Pistike és a Móricka.
Munkásságának jelentős területe, hogy a Füles lapcsalád  állandó munkatársa volt.